# Alexandru Tudor

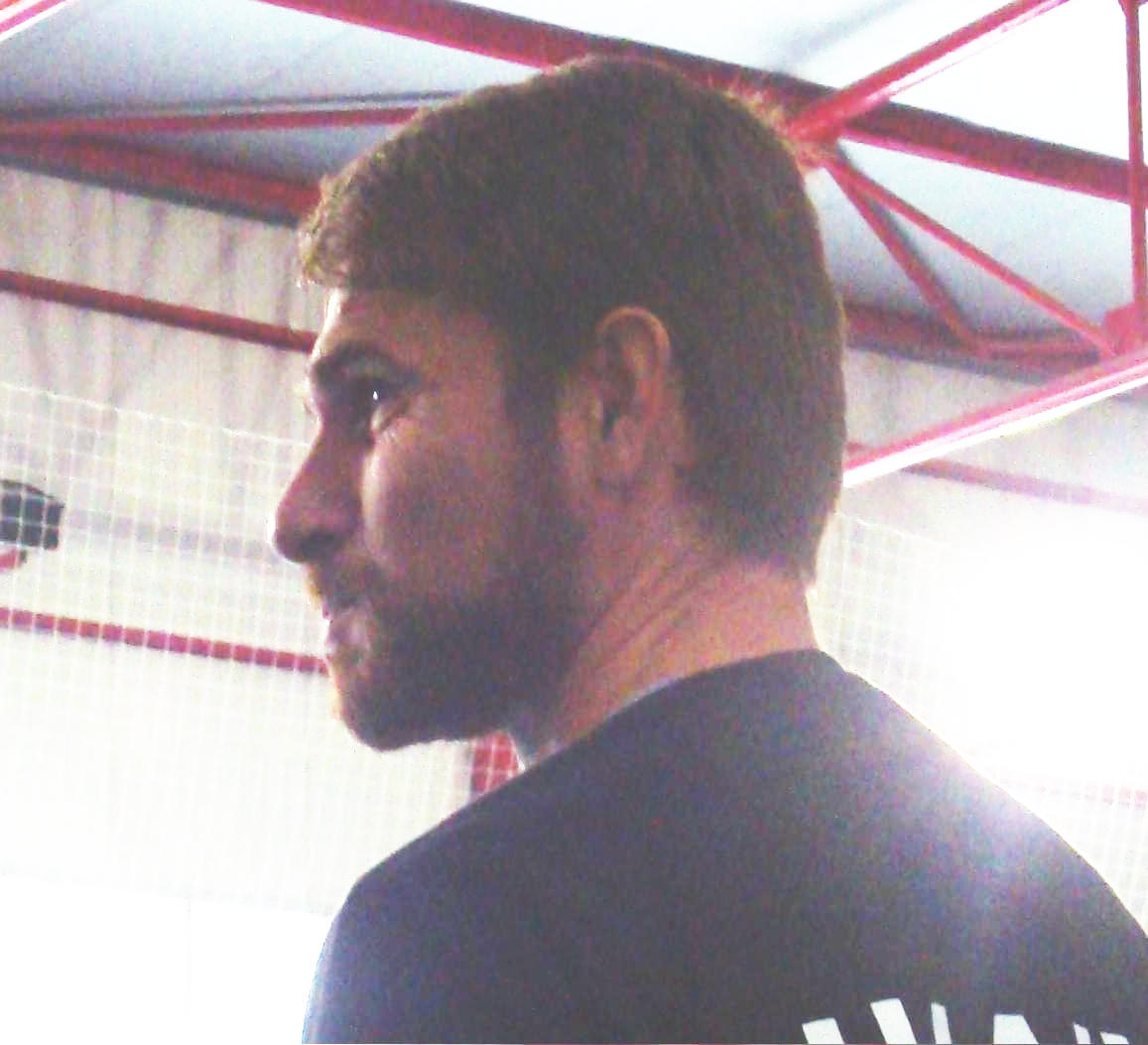
Alexandru Tudor (2010)

Alexandru Dan Tudor (* 13. September 1971 in Bukarest) ist ein ehemaliger rumänischer Fußballschiedsrichter.
Tudor war ab 2001 FIFA-Schiedsrichter. In jenem Jahr pfiff er unter anderem bei der U-16-EM in England und bei der U-17-WM in Trinidad und Tobago. Einer seiner ersten Einsätze in einem internationalen Vereinswettbewerb war am 1. Juli 2001 das Zweitrundenmatch im UI-Cup zwischen TSV 1860 München und FK Smederevo in Augsburg. Nach diversen Einsätzen in Champions-League-Qualifikationsspielen und im UEFA-Pokal – darunter das 0:0 zwischen Alemannia Aachen und FH Hafnarfjörður 2004 – leitete er 2004/05 auch vier Qualifikationsspiele zur WM 2006, darunter den 6:0-Sieg der Schweiz gegen die Färöische Auswahl und das 5:1 Russlands gegen Luxemburg. Nach nur wenigen Einsätzen im Jahr 2006 war er 2007 wieder vornehmlich im UEFA-Pokal tätig, in dem er unter anderem die 0:1-Niederlage des 1. FC Nürnberg bei Benfica Lissabon leitete.
In der Saison 2008/09 war er Unparteiischer des WM-Qualifikationsspiels zwischen Irland und Zypern. In der Champions League pfiff er das 1:1-Unentschieden im Gruppenspiel zwischen dem FC Barcelona und dem FC Basel. Am 27. November 2008 war er Schiedsrichter der 0:2-Niederlage des FC Schalke 04 im UEFA-Pokal gegen Manchester City in Gelsenkirchen. In der Europa League 2009/10 leitete er unter anderem das Spiel des VfL Wolfsburg gegen Villarreal CF, das 4:1 endete.
In 50 internationalen Einsätzen hat Tudor elf Spielern die rote und 190-mal die gelbe Karte gezeigt.